# Dance First
Dance First és una pel·lícula biogràfica del 2023 sobre el dramaturg irlandès Samuel Beckett, dirigida per James Marsh i escrita per Neil Forsyth. Gabriel Byrne interpreta Beckett, amb un repartiment secundari amb Fionn O'Shea com a Beckett de jove i Aidan Gillen com a James Joyce. S'ha doblat i subtitulat al català.